# 穆蘭-蒙伯尼飛行場
穆兰-蒙伯尼机场（法語：  Aérodrome de Moulins - Montbeugny) 是一个位于阿列河畔土伦的飛行場

## 航空公司和目的地
目前没有定期商业航空服务。